# 国营宫廷啤酒厂

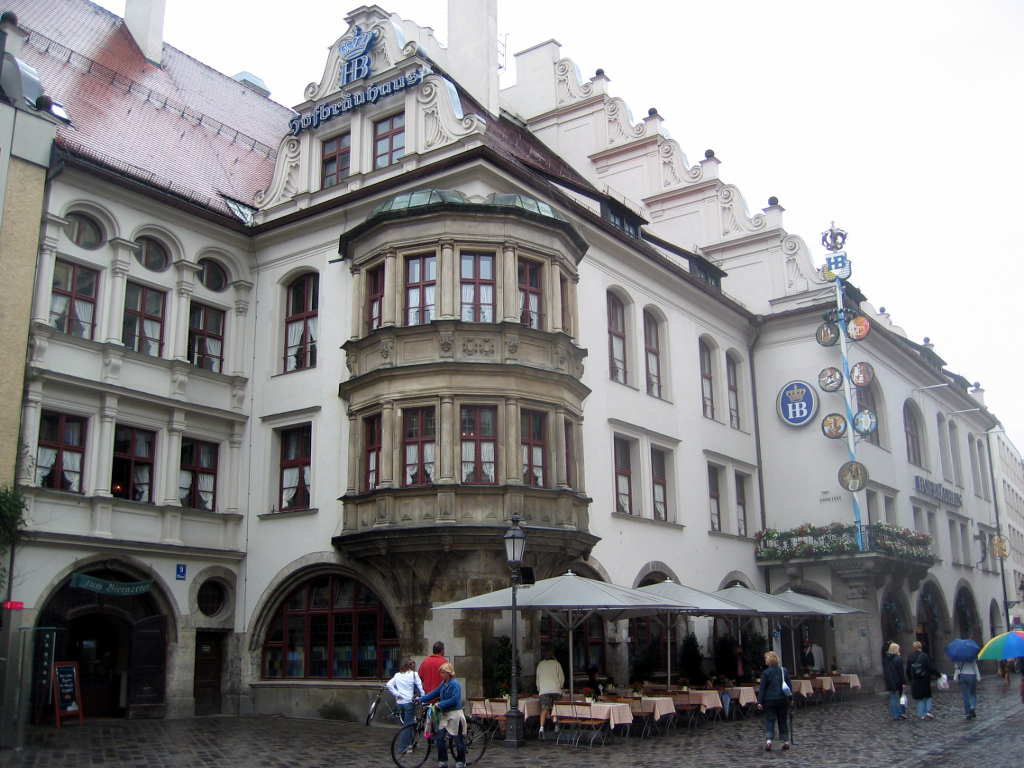
位于慕尼黑的皇家宫廷啤酒屋

慕尼黑国有皇家宫廷酿酒厂（德語：Staatliches Hofbräuhaus in München，簡稱為Hofbräu München）是位于德国慕尼黑的一个酿酒厂，归巴伐利亚州政府所有。历史上它曾是巴伐利亚王国的皇家酿酒厂。
二战之后，美国的盟军士兵把带有该厂“HB”标志的啤酒杯作为纪念品带回祖国，位于慕尼黑的皇家宫廷啤酒屋从此成为旅游热点。1968年，第一家位于海外的皇家宫廷啤酒屋在澳洲墨尔本开业。皇家宫廷啤酒屋已经在美国的纽波特、密尔沃基、拉斯维加斯、迈阿密、匹兹堡等地开业，并且已自1990年代在曼谷国际机场开业。德国以外的欧洲第一家皇家宫廷啤酒屋开设在意大利热那亚，瑞典斯德哥尔摩也有一家皇家宫廷啤酒屋。

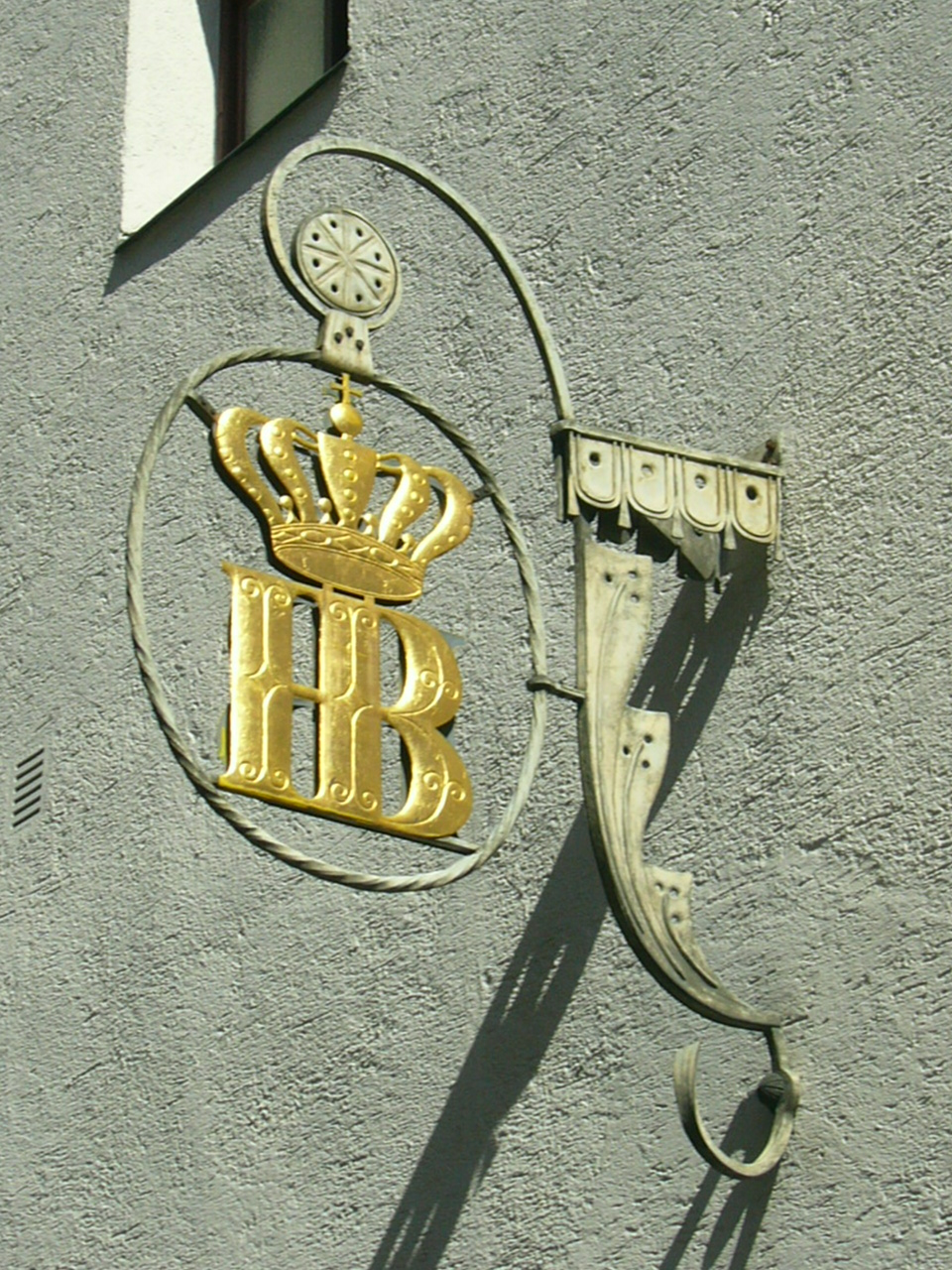
酿酒厂标志“HB”